# دلار تنگه

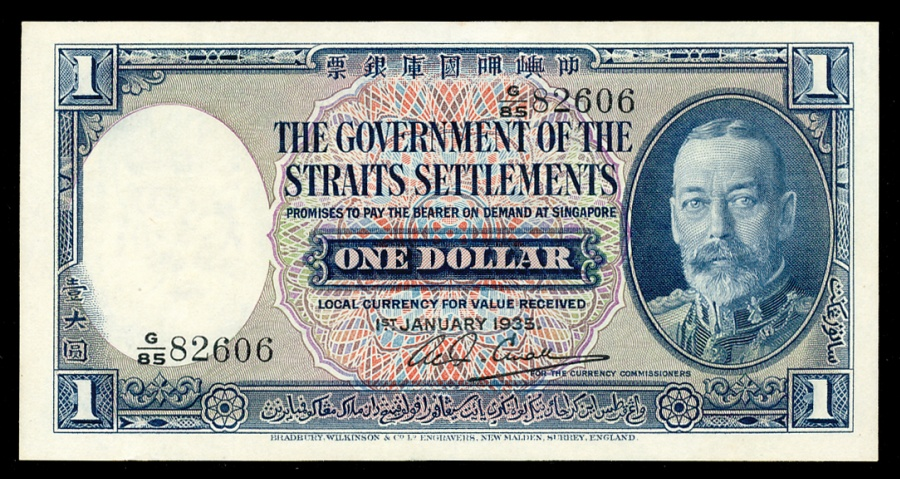
تصویر اسکناس یک دلار تنگه در سال ۱۹۳۵

دلار تنگه (انگلیسی: Straits dollar) از سال ۱۸۹۸ تا ۱۹۳۹، پول رایج در شهرک‌های تنگه بود. در آن دوران، این واحد پولی همچنین در ایالات فدرال مالایا، ایالت‌های مالایی غیرفدرال، پادشاهی ساراواک، برونئی و شمال بورنئو بریتانیا مورد استفاده قرار می‌گرفت.